# Pin de pădure
Pinul de pădure (Pinus sylvestris L.) este unul din cele mai răspândite conifere din Eurasia. 

## Descriere

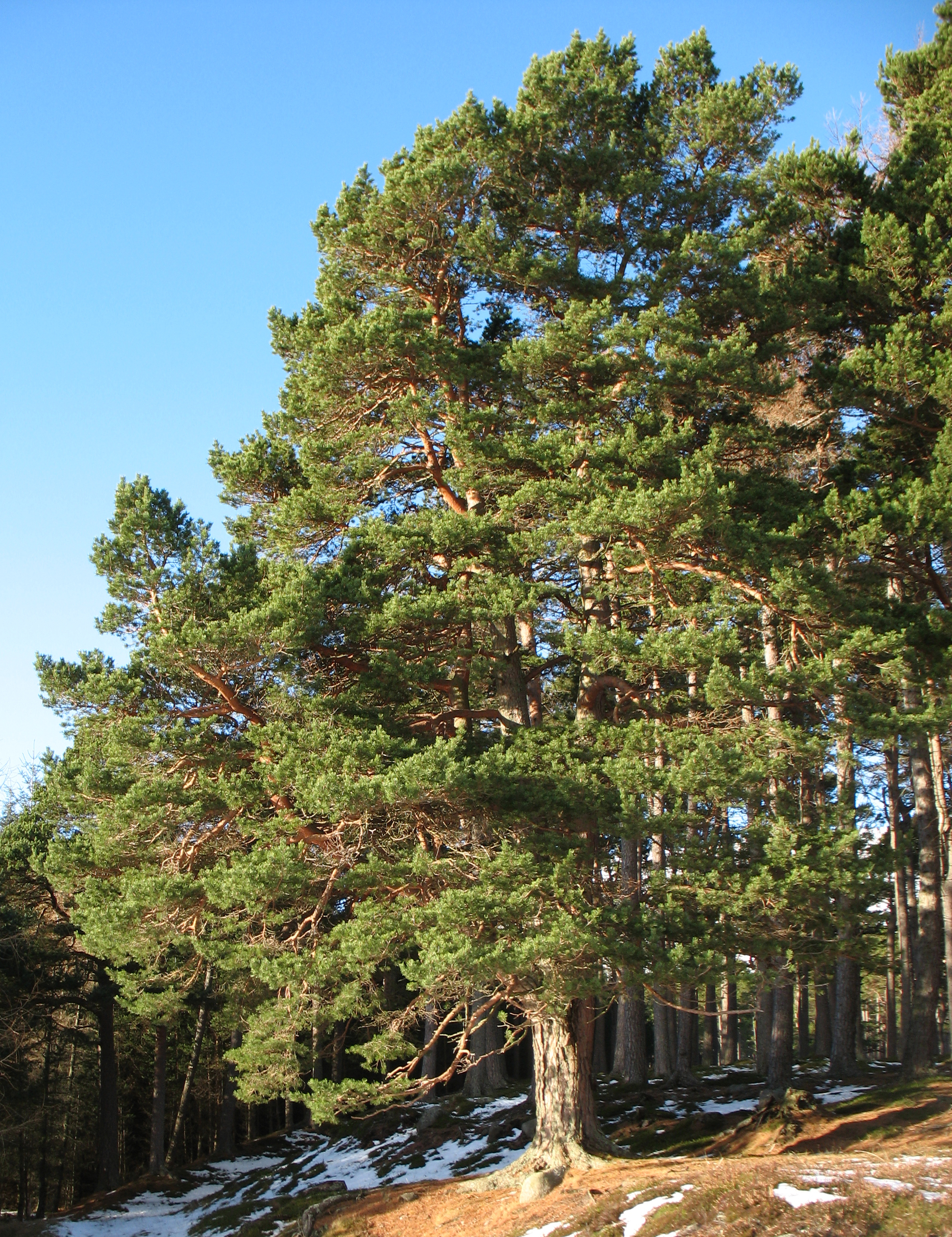
Pin în Parcul Național Cairngorm, Scoția

Acest arbore poate atinge 25-30 m înălțime uneori chiar 40-50 m și un diametru de 1–1,4 m; înrădăcinarea este variabilă în funcție de solul pe care vegetează; tulpina mai puțin dreaptă decât la celelalte rășinoase, scoarța formeaza un ritidom gros, cenușiu. Lemnul acestuia este maro-închis, foarte rezistent. Frunzele sunt aciforme, lungi de 4 cm, grupate câte două. Conurile au o formă conică, pedunculate, de culoare cenușie și o lungime de până la 8 cm. Apofiza este rombică, cu umbelic nemucronat. Coroana, inițial piramidală, devine la vârste inaintate tabulara cu ramuri neregulat ramificate.

## Reproducere

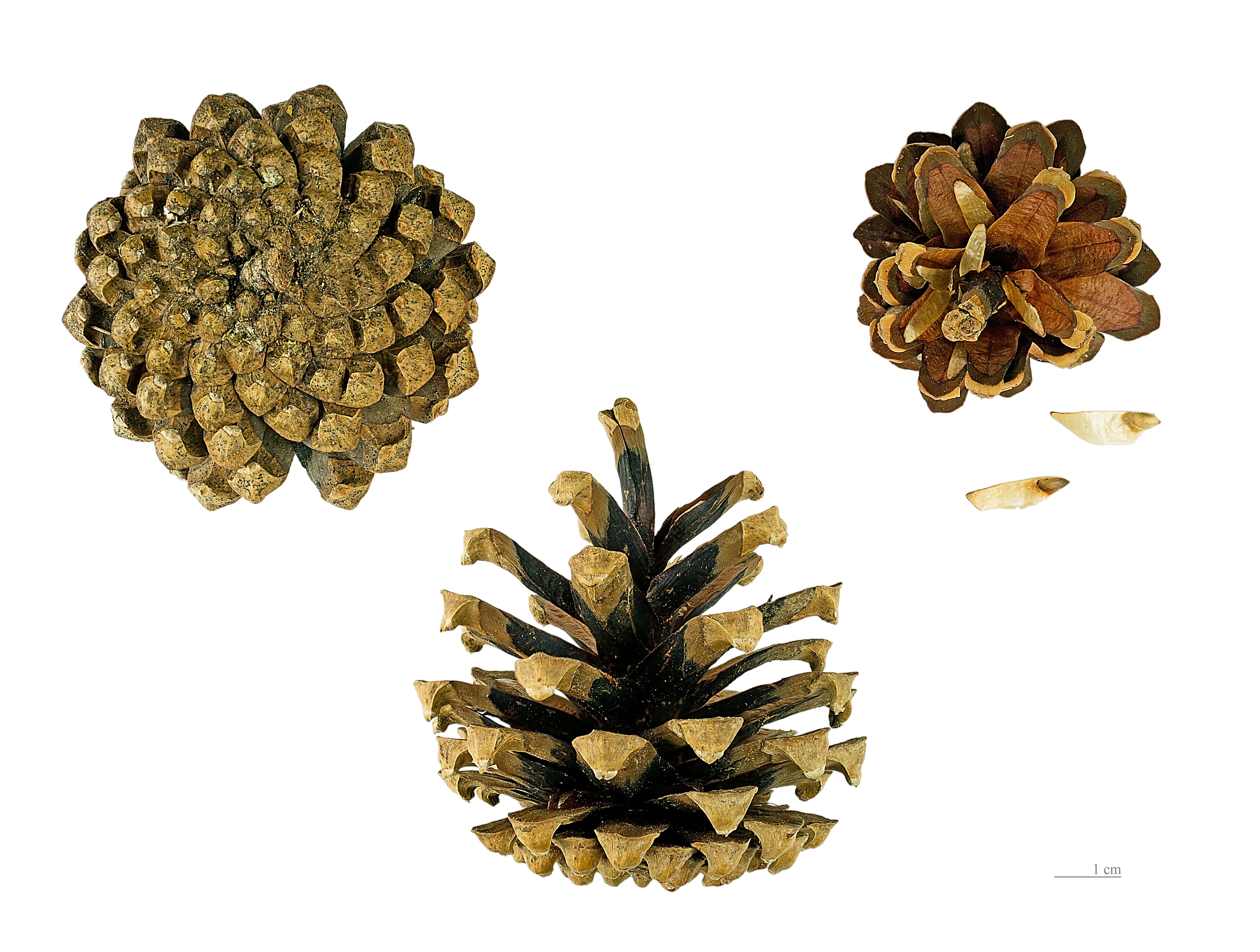
Pinus sylvestris

Reproducere sexuata.Se realizeaza prin seminte ,fecundarea are loc in ovule,iar prezenta apei nu este o conditie necesara pentru ca gametii masculini sa ajunga la oosfere.

## Răspândire
Sunt răspândiți în Eurasia, din nordul Scoției până în Mongolia.
Pinul silvestru sau comun este arborele cu cea mai mare amplitudine ecologică dintre toate speciile forestiere indigene. Pinul silvestru este o specie pioniera, iubitoare de lumină și foarte puțin pretențioasă față de condițiile climatice și edafice, apare pe soluri cu regim hidrologic foarte diferit, de la cele nisipoase expuse uscaciunii excesive, până la cele din turbării.

## Subspecii
- Pinus sylvestris var. hamata - peninsula balcanică și Turcia;
- Pinus sylvestris var. laponica - Suedia, norvegia, Finalanda, nord-vestul Rusiei;
- Pinus sylvestris var. nevadensis - sudul Spaniei;
- Pinus sylvestris var. mongolica - sudul Siberiei, Mongolia, China.